# Comuna de Moskorzew
Moskorzew (polaco: Gmina Moskorzew) é uma gminy (comuna) na Polónia, na voivodia de Santa Cruz e no condado de Włoszczowski. A sede do condado é a cidade de Moskorzew.
De acordo com os censos de 2006, a comuna tem 2930 habitantes, com uma densidade 41,1 hab/km².

## Área
Estende-se por uma área de 71,29 km².

## Demografia
Dados de 30 de Junho 2006:
|                      | Total   | Total | Mulheres | Mulheres | Homens  | Homens |
| -------------------- | ------- | ----- | -------- | -------- | ------- | ------ |
|                      | pessoas | %     | pessoas  | %        | pessoas | %      |
| População            | 2930    | 100   | 1443     | 49,2     | 1487    | 50,8   |
| Densidade (pop./km²) | 41,1    | 100   | 20,2     | 20,2     | 20,9    | 20,9   |

De acordo com dados de 2005, o rendimento médio per capita ascendia a 1427,39 zł.
Nagłowice, Radków, Słupia, Szczekociny